# Lucien Chauvet
Lucien Chauvet , nacido el año 1832 en Pertuis (Vaucluse) y fallecido hacia 1900, fue un escultor francés. 
Lucien Chauvet recibió una beca de la ciudad de Marsella para continuar sus estudios en París. De vuelta en Marsella, participó en la decoración de los edificios públicos construidos en las grandes obras del Segundo Imperio Francés.

## Obras
Las principales obras de Lucien Chauvet son las siguientes:
- Dos grifos del Parque Borély.
- Cuatro máscaras que representan a los cuatro vientos, que adornan las claves de los arcos de la torre de agua del Palais Longchamp (fr:), también la máscara del sol colocada en el centro del arco de la torre de agua.[1]
- Los tritones con las armas de la ciudad de Marsella, tallados en la parte superior de la Fuente del Palacio de las Artes (fr:), antigua Escuela de Bellas Artes.
- La fuente de las cuatro estaciones con el busto de Alfred Morel, antiguo alcalde de Pertuis, ubicado en la calle de la República e inscrito en el inventario General de Monumentos Históricos de Francia.[2]
- El retrato de Jean Saint-Martin en el Museo Calvet de Aviñón
- El busto de Alphonse Esquiros colocado encima de una columna sobre la tumba de este último en el cementerio de Saint-Pierre en Marsella.

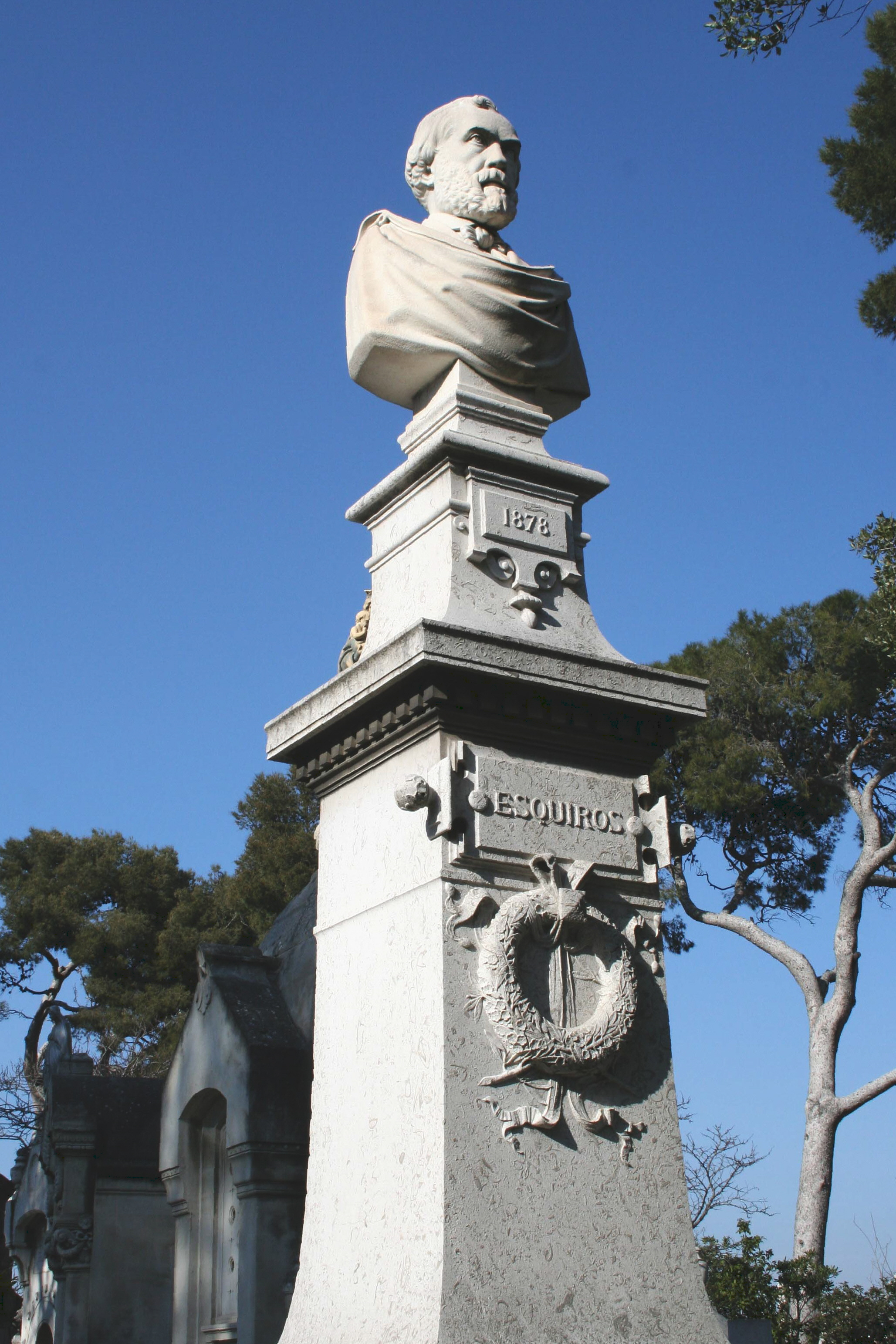
Busto de Alphonse Esquiros Cementerio Saint-Pierre Marsella
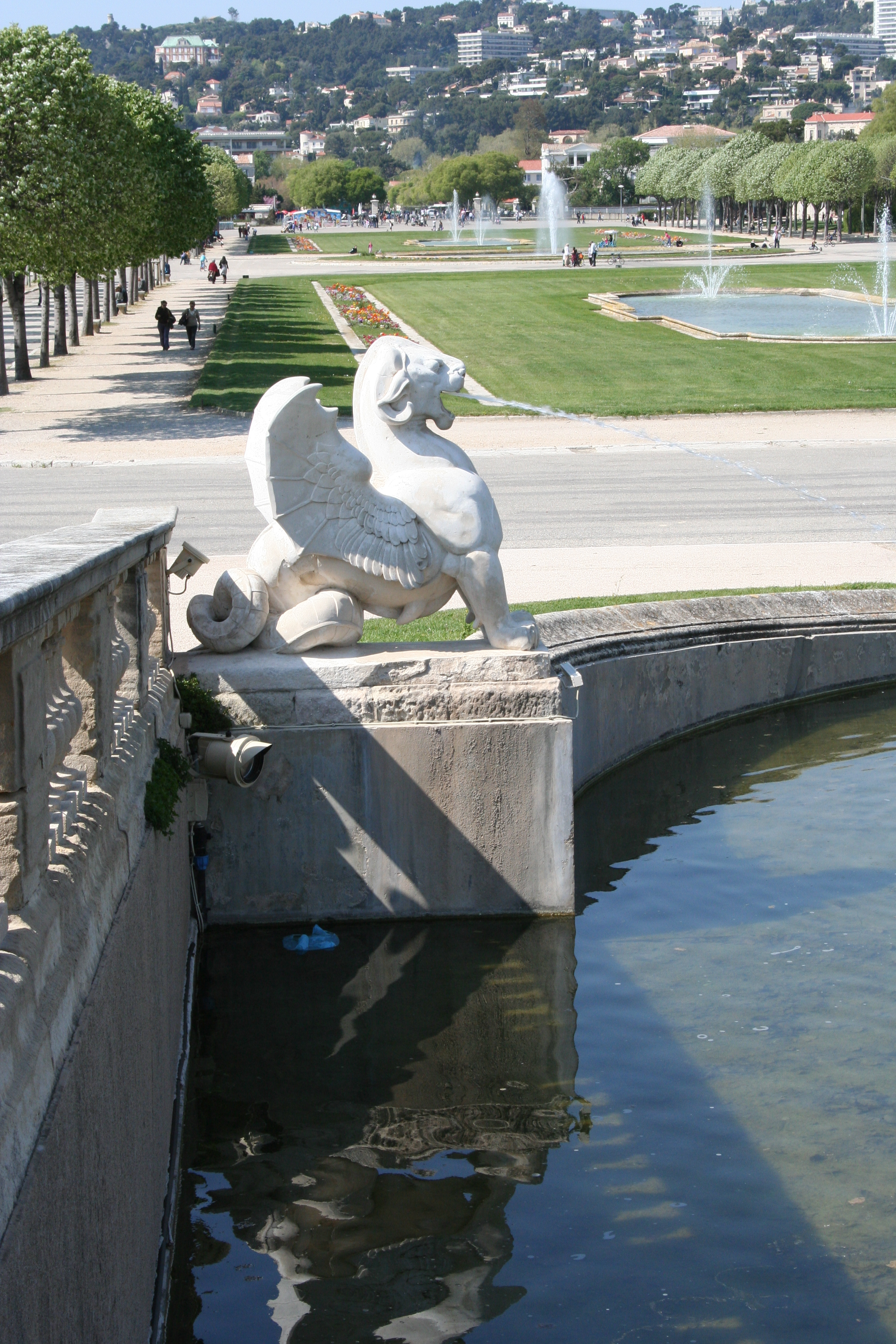
Grifos en el Parque Borély Marsella